# Ernst Rüdiger Starhemberg
Ernst Rüdiger Starhemberg (ur. 10 maja 1899 w Eferding, zm. 15 marca 1956 w Schuns) – polityk austriacki, przywódca Heimwehry, książę Starhemberg.
Pochodził ze znanej rodziny arystokratycznej. Jego matka (Franziska Stahremberg) była m.in. deputowaną do parlamentu Austrii, a także zastępczynią przewodniczącego Austriackiej Partii Chrześcijańsko-Społecznej.
W czasie I wojny światowej uczestniczył w walkach na froncie włoskim. Po wojnie rozpoczął studia oraz wstąpił do ochotniczej jednostki wojskowej Freikorps Oberland, z którą brał udział w walkach o Górę Św. Anny podczas III powstania śląskiego. Po rozwiązaniu oddziału zbliżył się do Adolfa Hitlera i w 1923 uczestniczył w jego nieudanym puczu monachijskim, później jednak stał się jego przeciwnikiem.
W 1929 został liderem prawicowej austriackiej organizacji paramilitarnej Heimwehr na terenie Górnej Austrii, rok później został jej wodzem (Bundesführer, pełnił tę funkcję do 1936). Popierał austrofaszystowską dyktaturę Engelberta Dollfussa. W 1934 został najpierw wicekanclerzem, potem ministrem bezpieczeństwa, a po śmierci Dolfussa stanął na czele Frontu Ojczyźnianego. Odwołany przez kanclerza Schuschnigga w 1936, z uwagi na dążenie Stahremberga do jak najściślejszej współpracy z Włochami, w czym widział jedyną szansę utrzymania niepodległości kraju.
W 1937 wyemigrował do Szwajcarii, gdzie zajął się winiarstwem. W 1940 trafił do Francji. W czasie II wojny światowej służył w lotnictwie brytyjskim oraz Wolnej Francji – do momentu sojuszu ze Związkiem Radzieckim. Wówczas, w 1942, wyemigrował do Argentyny, gdzie pozostawał do 1952. Jego powrót do kraju wywołał protesty ze strony Socjalistycznej Partii Austrii.